# Potua
Potua is een geslacht van rechtvleugeligen uit de familie doornsprinkhanen (Tetrigidae). De wetenschappelijke naam van dit geslacht is voor het eerst geldig gepubliceerd in 1887 door Bolívar.

## Soorten
Het geslacht Potua omvat de volgende soorten:
- Potua aptera Wagan & Kevan, 1992
- Potua coronata Bolívar, 1887
- Potua morbillosa Walker, 1871
- Potua sabulosa Hancock, 1915